# جوك هارتلي
جوك هارتلي (15 نوفمبر 1874 في المملكة المتحدة - 8 مارس 1963) (بالإنجليزية: John Hartley)‏ هو لاعب كريكت بريطاني (وحمل سابقاً جنسية المملكة المتحدة لبريطانيا العظمى وأيرلندا). شارك مع منتخب إنجلترا للكريكت.

## وصلات خارجية
- جوك هارتلي على موقع إي آس بي آن كريك إنفو (الإنجليزية)